# Eleginus gracilis
Eleginus gracilis (Tilesius, 1810) è un pesce osseo marino e d'acqua salmastra appartenente alla famiglia Gadidae.

## Descrizione
Come la maggioranza dei Gadidae E. gracilis possiede tre pinne dorsali e due pinne anali che, in questa specie, sono ben distanziate fra loro. La pinna caudale è tronca, con margine posteriore dritto o quasi. La mascella è più lunga della mandibola. Sul mento è presente un breve barbiglio. La linea laterale ha un evidente curva verso il basso all'altezza della seconda dorsale. Il colore di fondo è brunastro o grigiastro sul dorso che diventa più chiaro sui fianchi e giallastro o argenteo sul ventre. Sui fianchi sono spesso presenti delle macchie scure indistinte e spesso appena visibili e, in molti individui, dei riflessi violacei metallici. Le pinne sono scure, le dorsali e la caudale hanno un margine bianco.
La taglia massima nota è di 55 cm per 1,3 chilogrammi di peso.

## Distribuzione e habitat
Endemico del nord dell'Oceano Pacifico settentrionale tra la Corea del nord e l'Alaska meridionale. Si incontra anche oltre lo Stretto di Bering, nel Mar Glaciale Artico meridionale. Specie costiera può essere trovata fino a 300 metri di profondità (soprattutto nel sud dell'areale) ma generalmente non oltre 50-60 metri. Può penetrare negli estuari per molti chilometri, talvolta fino all'acqua dolce anche se normalmente si trattiene nel tratto in cui è sensibile l'influsso mareale. I giovanili sono stanziali mentre gli adulti effettuano brevi migrazioni tra le aree costiere (dove si trattengono in inverno sotto la banchisa durante il periodo nuziale) e quelle più profonde più ricche di prede che vengono frequentate nella stagione calda.

## Biologia
Vive fino a 15 anni.

### Alimentazione
Pesce dall'alimentazione poco specializzata, si nutre di organismi del benthos. I giovanili cacciano piccoli crostacei (misidacei, anfipodi e decapodi) e pesciolini. Durante la stagione riproduttiva smette quasi di nutrirsi.

### Riproduzione
La stagione riproduttiva è all'inizio dell'inverno ma le uova deposte non si schiudono fino alla primavera. Le uova vengono deposte in aree a fondale sabbioso con forte corrente di marea, molto vicino alle coste e spesso situate in baie o golfi. La maturità sessuale avviene a 2-3 anni di vita. La quantità di uova deposte da una singola femmina varia con la posizione geografica e la taglia. Una femmina di 47 cm può deporre 680.000 uova. La crescita è lenta.

## Pesca
Specie molto importante per la pesca commerciale, soprattutto in Russia. Viene catturato in maniera artigianale con palamiti, reti da posta e reti a strascico, soprattutto da terra (sciabiche). La stagione di pesca è l'autunno e l'inverno. Viene consumato in Russia sia allo stato fresco che congelato.

## Tassonomia
Lo status tassonomico di questa specie è incerto e necessita di ulteriori approfondimenti.